# Dob
Dob – wieś w Słowenii, w gminie Domžale. W 2018 roku liczyła 1619 mieszkańców.